# Au Tambourin
Au Tambourin, rovněž Café du Tambourin byla pařížská kavárna - restaurace, kde se konaly umělecké výstavy. Podnik od roku 1885 provozovala Agostina Segatori, bývalá italská modelka.

## Historie
Modelka Agostina Segatori pózovala pro pařížské malíře jako byli Jean-Baptiste Corot v roce 1873, Édouard Dantan, kterého potkala v roce 1873, a se kterým měla dítě, jejich bouřlivý vztah skončil v roce 1875, Vincent van Gogh v roce 1887, Édouard Manet v roce 1860 nebo Jean-Léon Gérôme.
Kolem roku 1882 koupila restauraci na adrese 27, rue de Richelieu v Paříži, kterou pojmenovala Au Tambourin. V roce 1885 ji však uzavřela. V březnu téhož roku koupila restauraci Le Cabaret de la Butte, na adrese 62, boulevard de Clichy na Montmartru, kterou přejmenovala rovněž na Au Tambourin.
Jules Chéret vytvořil u příležitosti otevření kabaretu plakát.
Originalita této restaurace spočívala v její výzdobě složené z děl malířů, včetně díla Édouarda Dantana, který jí v roce 1882 daroval kozu namalovanou na tamburíně jako výzdobu její první restaurace. Vincent van Gogh zde vystavoval své obrazy výměnou za jídlo zdarma. Stoly, sedadla a výzdoba baru byly ve tvaru tamburín, které každý malíř, který prostory navštěvoval, ozdobil malým námětem.
Mezi pravidelné zákazníky patřili malíři Henri Pille, Henri de Toulouse-Lautrec, Alphonse Allais nebo Théophile Alexandre Steinlen.
V podniku se konaly rovněž prodejní výstavy. V březnu 1887 tam van Gogh a Agostina Segatori společně představili výstavu sbírky japonských tisků, které získali od obchodníka Siegfrieda Binga. V červenci 1887 zde vystavoval sběratel umění Julien François Tanguy svá díla i obrazy svých přátel Paula Gauguina, Louise Anquetina a Émile Bernarda. Pouze dva jmenovaní obrazy prodali, Van Gogh a Gauguin se se museli spokojit s výměnou děl. Podle Suzy Lévyové zde vznikl syntetismus. Častým návštěvníkem byl také švédský malíř August Hagborg, který bydlel nedaleko na 45, boulevard de Rochechouart. Stal se také milencem Segatori a vytvořil její portrét.
Podnik vyšel z módy a restaurace Au Tambourin byla v roce 1887 prodána za nízkou cenu. Nábytek, který pomaloval Gauguin, Ludovic Némo či Norbert Gœneutte zmizel, dochovala se pouze tamburína signovaná H. Tode v roce 1886. V roce 1893 zde byl otevřen Cabaret de la Butte, což je název podniku, který koupila Segatori, po několika letech se z něj stal Cabaret des Quat'z'Arts. Agostina Segatori přežívala díky štědrosti Juliena Françoise Tanguye. Zemřela v roce 1910.
V prostorách bývalé restaurace se nachází sexshop.